# Norm Slater
Norman Bernard „Norm” Slater (San Francisco, Kalifornia, 1894. január 23. –   Clarksburg, Kalifornia, 1979. március 1.) olimpiai bajnok amerikai     rögbijátékos.
Az 1924. évi nyári olimpiai játékokon az amerikai rögbicsapatban játszott és olimpiai bajnok lett.
Testvére, Babe Slater, kétszeres olimpiai bajnok rögbijátékos.